# Tensión de ruptura

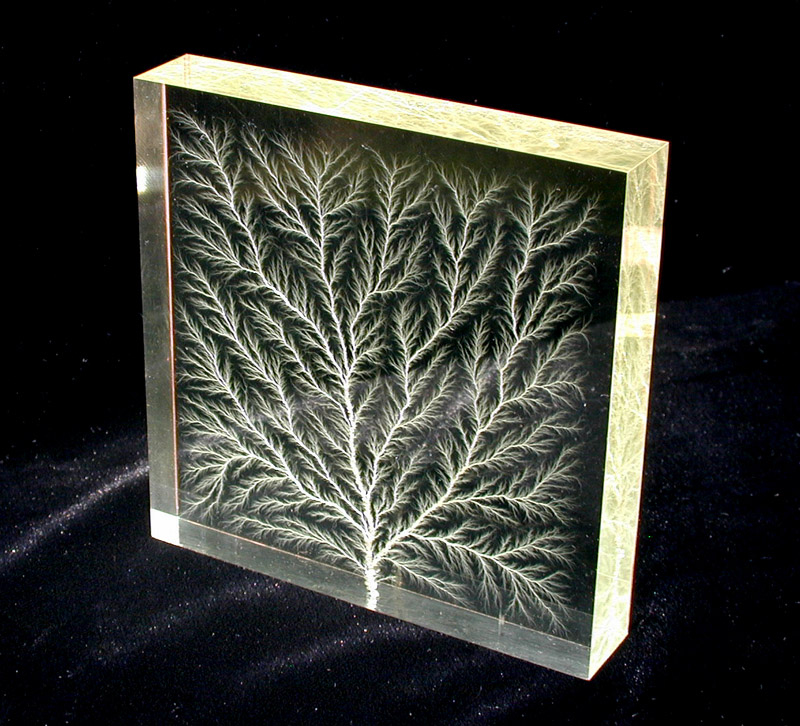
Alta tensión de ruptura dieléctrica dentro de un bloque de metacrilato de metilo (plexiglás)

La tensión de ruptura o voltaje de ruptura de un material no conductor o aislante eléctrico es el voltaje mínimo necesario para que una parte del aislante se convierta en conductora. La  'tensión de ruptura'  de un diodo es la mínima tensión necesaria en polarización inversa para hacer que el diodo conduzca en sentido inverso.

## Aislantes
La tensión de ruptura es una característica de los materiales aislantes que define la máxima diferencia de potencial que será posible aplicar a través del material, si se rebasa el material será conductor. En el caso de los aislantes sólidos en sobrepasar este límite se produce un flujo repentino de corriente eléctrica a través del material que causa una series de cambios físicos permanentes creando un camino conductor. La superación de la tensión de ruptura producirá una perforación dieléctrica.

### Tensión de ruptura a baja presión.
En condiciones estándares de presión atmosférica, los gases son un buen material aislante, es necesario la aplicación de una gran diferencia de potencial para llegar a superar la tensión de ruptura. A bajas presiones este potencial de ruptura disminuye hasta el punto de que dos superficies no aisladas con diferente potencial pueden inducir la perforación dieléctrica del gas que las rodea. Esto tiene algunas aplicaciones importantes en la industria, como en el caso de la producción de microprocesadores, pero también puede ser un problema para los aparatos dado que una perforación dieléctrica es similar a un cortocircuito.
La tensión de ruptura en el vacío se puede representar como:
{\displaystyle V_{b}={\frac {Bpd}{lnApd-ln[ln(1+{\frac {1}{\gamma _{se}}})]}}},
donde
- {\displaystyle V_{b}} es el potencial de ruptura en voltios, en corriente continua,
- {\displaystyle A} y {\displaystyle B} son constantes que dependen del gas,
- {\displaystyle p} es la presión del gas,
- {\displaystyle d} es la distancia en centímetros entre los electrodos,
- {\displaystyle \gamma _{se}} es un coeficiente.

## Diodos
La tensión de ruptura es un parámetro de los diodos que definen el máximo voltaje inverso que se puede aplicar sin que se cause un incremento exponencial de la corriente en el diodo. Esta característica se puede utilizar para hacer reguladores de tensión, como es el caso del Diodo Zener, un diodo muy dopado que explota la característica de la tensión de ruptura: cuando la tensión en polarización inversa alcanza el valor de la tensión de ruptura, el mismo campo eléctrico de la unión pn es capaz de arrancar electrones de la banda de valencia permitiendo la conducción casi sin variación de la tensión.